# Monterrey (España)
Monterrey (en gallego y oficialmente Monterrei) es una localidad y municipio español situado en la provincia de Orense, comunidad autónoma de Galicia. Ocupa 119 kilómetros cuadrados en plena comarca de Verín.

## Situación
Integrado en la comarca de Verín, se sitúa a 68 kilómetros de la capital provincial. El término municipal está atravesado por la autovía de las Rías Bajas A-52 entre los pK 163 y 172, además de por la carretera nacional N-525. 
El relieve del municipio cuenta con dos zonas diferenciadas, el valle y la montaña. Las elevaciones de Meda (1094 metros) al norte, y la sierra de Laroco al sur, en la frontera con Portugal, señalan los dos hitos montañosos más importantes del municipio. Son varios también los cursos de agua que formando parte de la cuenca del Duero, atraviesan el término de Monterrey para desembocar en el Támega, siendo el río Búbal y su afluente el río Albarellos los más importante de ellos. La altitud oscila entre los 1094 metros (Pico de Meda) y los 380 metros a orillas del río Búbal. El pueblo se alza a 523 metros sobre el nivel del mar. 
| Noroeste: Cualedro                                 | Norte: Cualedro y Laza | Noreste: Castrelo del Valle |
| Oeste: Cualedro                                    |                        | Este: Verín                 |
| Suroeste: Cualedro, Montalegre (Portugal) y Oimbra | Sur: Oimbra            | Sureste: Verín y Oimbra     |

## Historia

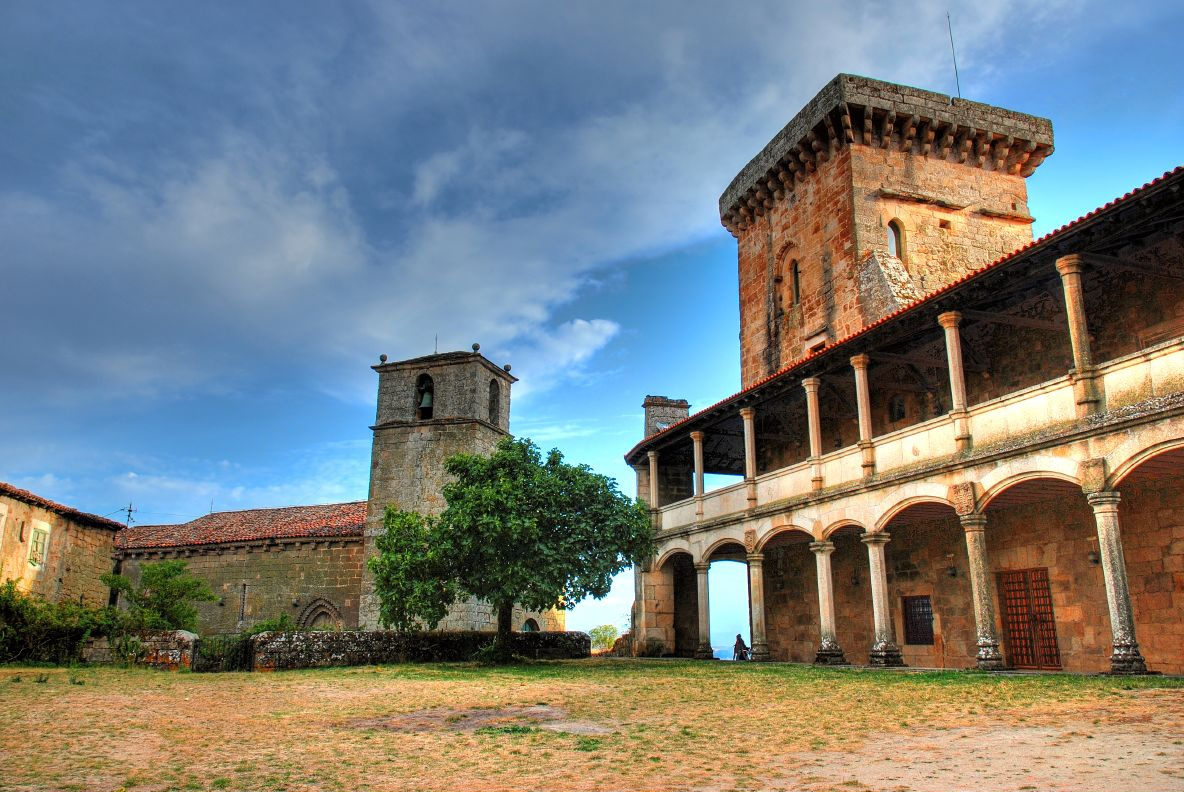
Fortaleza de Monterrey.

En el ordenamiento de las Cortes de Zamora de 1301, celebradas durante el reinado de Fernando IV de Castilla, consta que los procuradores solicitaron al rey que la villa de Monterrey, a la que se refieren en dicho documento como la llave del reino de Galicia, no fuera entregada a ninguna persona, a fin de que no quedara reducida o mermada la jurisdicción de realengo, y el rey se comprometió a hacerlo así.
La evolución histórica de la población se puede estructurar en dos fases bien marcadas: la primera, caracterizada por la evolución positiva, llega hasta los años 40 del siglo pasado, en los que se consigue el máximo desarrollo demográfico. La segunda, en términos negativos, va desde mediados del siglo XX hasta nuestros días. La emigración, en tres frentes principales (América, Europa y las zonas más industrializadas de España) influyó negativamente.
Podemos apreciar que en medio siglo el municipio perdió prácticamente un 50% de su población. La pérdida más acusada fue en los años 60, cuando la mayor parte de la emigración fue hacia América, y en los años 80, en los que hubo una merma del 26% de la población, con principal destino a las zonas más industrializadas del resto de España.
La ciudad de Monterrey, Nuevo León fue nombrada así en honor del conde de Monterrey Gaspar de Zúñiga Acevedo y Velasco.

## Geografía humana

### Demografía
Cuenta con una población de 2397 habitantes (INE 2024).
| Gráfica de evolución demográfica de Monterrei entre 1842 y 2021 |
| |
| Población de derecho según los censos de población del INE Población de hecho según los censos de población del INEEn estos censos se denominaba Monterrey: 1842, 1857, 1860, 1877, 1887, 1897, 1900, 1910, 1920, 1930, 1940, 1950, 1960, 1970 y 1981 |

### Organización territorial
El municipio está formado por diecisiete entidades de población distribuidas en once  parroquias:
- Albarellos (Santiago)
- Estevesiños (San Mamed)[10]
- Flariz (San Pedro)
- Infesta (San Vicente)[11]
- La Magdalena[12]
- Medeiros (Santa María)
- Monterrey[12] (Santa María)[1]
- Rebordondo (San Martín) [13]
- Sandin (San Sebastián)
- San Cristóbal[12][14]
- Vences (Santa Eulalia)[15][16]
- Villaza[12] (San Salvador)[17]